# 葡坪青年駅
葡坪青年駅（ポピョンチョンニョンえき）は朝鮮民主主義人民共和国両江道金亨稷郡に位置する朝鮮民主主義人民共和国鉄道省北部内陸線の駅である。